# Bandusia
Bandusia is een geslacht van halfvleugeligen uit de familie schuimcicaden (Cercopidae). De wetenschappelijke naam van dit geslacht is voor het eerst geldig gepubliceerd in 1866 door Stål.

## Soorten
Het geslacht Bandusia omvat de volgende soorten:
- Bandusia erythrostena (Walker, 1851)
- Bandusia innotata (Walker, 1858)
- Bandusia rubicunda (Walker, 1851)